# Bzince pod Javorinou
Bzince pod Javorinou este o comună slovacă, aflată în districtul Nové Mesto nad Váhom din regiunea Trenčín. Localitatea se află la altitudinea de 292 m deasupra n.m., se întinde pe o suprafață de 33,53 km2 și în 2017 număra 2.080 de locuitori.

## Istoric
Localitatea Bzince pod Javorinou este atestată documentar din 1332.

## Demografie
| An:                | 1994 | 2004   | 2014   | 2024   |
| ------------------ | ---- | ------ | ------ | ------ |
| Număr de persoane: | 1997 | 2043   | 2097   | 2024   |
| Diferență:         |      | +2,30% | +2,64% | −3,48% |

| An:                | 2023 | 2024   |
| ------------------ | ---- | ------ |
| Număr de persoane: | 2014 | 2024   |
| Diferență:         |      | +0,49% |